# Mike Snoei
Mike Snoei (Róterdam, Países Bajos; 4 de diciembre de 1963) es un exfutbolista y actual director técnico neerlandés. Jugaba de defensa y su primer equipo fue Feyenoord.

## Clubes

### Jugador
| Club                | País         | Año       |
| ------------------- | ------------ | --------- |
| Feyenoord           | Países Bajos | 1981-1982 |
| Excelsior Rotterdam | Países Bajos | 1982-1988 |
| Sparta Rotterdam    | Países Bajos | 1988-1993 |

### Entrenador
| Club             | País         | Año       |
| ---------------- | ------------ | --------- |
| Vitesse          | Países Bajos | 2002-2003 |
| Sparta Rotterdam | Países Bajos | 2003-2005 |
| Go Ahead Eagles  | Países Bajos | 2005-2008 |
| Pune FC          | India        | 2013-     |

- Datos: Q2783457
- Multimedia: Mike Snoei / Q2783457